# Geuser
Geuser ist ein Gemeindeteil der Stadt Wallenfels im oberfränkischen Landkreis Kronach in Bayern.

## Geographie
Der Weiler Geuser liegt auf einem Höhenrücken des Frankenwaldes in einer Waldlichtung. 0,7 km nordwestlich erhebt sich der Geuserberg (709 m ü. NHN), der eine der höchsten Erhebungen des Frankenwaldes ist. Beim Ort entspringt die Zeyern, ein linker Zufluss der Rodach. Ein Anliegerweg führt 0,2 km östlich zur Kreisstraße KC 31/KU 34, die die B 173 unterquerend nach Wallenfels (2,4 km nördlich) bzw. zur Kreisstraße KU 24 bei Altenreuth (1,7 km südöstlich) verläuft.

## Geschichte
Geuser war ein ausschließlich von Land- und Forstwirtschaft geprägtes Haufendorf. Das bayerische Urkataster verzeichnete dort in den 1810er Jahren elf Gehöfte.
Gegen Ende des 18. Jahrhunderts bestand Geuser aus 10 Anwesen (2 Ganzhöfe, 6 Halbhöfe, 1 Gut, 1 Tropfhaus). Das Hochgericht übte das bambergische Centamt Wallenfels aus. Die Dorf- und Gemeindeherrschaft sowie die Grundherrschaft über alle Anwesen hatte das Vogteiamt Wallenfels inne.
Geuser kam durch den Reichsdeputationshauptschluss im Jahr 1803 an das Kurfürstentum Bayern. Mit dem Ersten Gemeindeedikt wurde Geuser dem 1808 gebildeten Steuerdistrikt Zeyern zugewiesen. Infolge des Zweiten Gemeindeedikts (1818) entstand die Ruralgemeinde Geuser, zu der Dörnach, Finkenflug, Forstloh, Haid und Kirchbühl gehörten. Sie war in Verwaltung und Gerichtsbarkeit dem Landgericht Kronach zugeordnet und in der Finanzverwaltung dem Rentamt Kronach (1919 in Finanzamt Kronach umbenannt). Ab 1862 gehörte Geuser zum Bezirksamt Kronach (1939 in Landkreis Kronach umbenannt). Die Gerichtsbarkeit blieb beim Landgericht Kronach (1879 in das Amtsgericht Kronach umgewandelt). Finkenflug wurde 1877 nach Roßlach umgemeindet. Die Gemeinde hatte eine Fläche von 5,935 km²
Im Zuge der Gebietsreform in Bayern wurde die Gemeinde Geuser mit Ausnahme von Haid am 1. Juli 1972 nach Wallenfels eingegliedert. Haid wurde nach Reichenbach eingegliedert.

### Baudenkmäler
Als Baudenkmäler erhalten sind ein Wohnstallhaus von 1849 sowie drei Wegkreuze und Bildstöcke. Ebenfalls unter Denkmalschutz stehen ein Wegkreuz von 1940 am Weg nach Zeyern sowie die kleine Kapelle in der Ortsmitte, die 1953 gebaut wurde.
Haus Nr. 2, ein eingeschossiger, massiver Wohnstallbau, dessen Scheitelstein ist mit „Andreas Wolf 1846“ bezeichnet, die Türflügel sind mit Palmetten geschnitzt und neben der Tür befindet sich ein Hundeloch, Das Haus listete Tilmann Breuer in dem Buch Landkreis Kronach von 1964 mit seiner ursprünglichen Hausnummer als Kunstdenkmal auf. Es wird in der Denkmalschutzliste nicht geführt, da es entweder nicht aufgenommen, abgerissen oder stark verändert wurde.

### Einwohnerentwicklung
Gemeinde Geuser
| Jahr | Einwohner | Häuser | Quelle |
| ---- | --------- | ------ | ------ |
| 1818 | 167       | 23     | [ 5 ]  |
| 1840 | 204       |        | [ 10 ] |
| 1852 | 213       |        | [ 10 ] |
| 1855 | 203       |        | [ 10 ] |
| 1861 | 214       |        | [ 11 ] |
| 1867 | 224       |        | [ 12 ] |
| 1871 | 203       | 27     | [ 13 ] |
| 1875 | 194       |        | [ 14 ] |
| 1880 | 177       |        | [ 15 ] |
| 1885 | 144       | 22     | [ 16 ] |
| 1890 | 110       | 22     | [ 17 ] |
| 1895 | 127       |        | [ 10 ] |

| Jahr | Einwohner | Häuser | Quelle |
| ---- | --------- | ------ | ------ |
| 1900 | 131       | 23     | [ 18 ] |
| 1905 | 137       |        | [ 10 ] |
| 1910 | 126       |        | [ 19 ] |
| 1919 | 120       |        | [ 10 ] |
| 1925 | 132       | 21     | [ 20 ] |
| 1933 | 127       |        | [ 10 ] |
| 1939 | 111       |        | [ 10 ] |
| 1946 | 167       |        | [ 10 ] |
| 1950 | 147       | 22     | [ 21 ] |
| 1952 | 137       |        | [ 10 ] |
| 1961 | 102       | 23     | [ 6 ]  |
| 1970 | 78        |        | [ 22 ] |

Ort Geuser
| Jahr      | 001800 | 001818 | 001861 | 001871 | 001885 | 001900 | 001925 | 001950 | 001961 | 001970 | 001987 | 002015 | 002020 |
| Einwohner | 65     | 73     | 94     | 89     | 71     | 49     | 65     | 72     | 45     | 36     | 32     | 38     | 33     |
| Häuser    | 10     | 10     |        |        | 11     | 9      | 10     | 11     | 10     |        | 10     |        |        |
| Quelle    | [ 23 ] | [ 5 ]  | [ 11 ] | [ 13 ] | [ 16 ] | [ 18 ] | [ 20 ] | [ 21 ] | [ 6 ]  | [ 22 ] | [ 24 ] |        | [ 1 ]  |

## Religion
Der Ort ist römisch-katholisch geprägt und nach St. Thomas (Wallenfels) gepfarrt.